# کاتسپرووک
کاتسپرووک (به لهستانی:  Kacprówek) یک روستا در لهستان است که در گمینا واسکاژو واقع شده‌است.